# Constantin von Wurzbach
Constantin Wurzbach Ritter von Tannenberg (født 11. april 1818 i Ljubljana, død 17. august 1893 i Berchtesgaden) var en østrigsk bibliograf, leksikograf og forfatter. Hans livsværk er det 60-bind store Biographisches Lexikon des Kaiserthums Oesterreich.

## Liv
Wurzbach, der blev døbt som Eduard Konstantin Michael, var den syvende søn af dr.jur. Maximilian Wurzbach, der i 1854 blev ophøjet i adelsstanden med navnet "von Tannenberg", samt moderen Josefina Pinter. Han voksede op i Laibach i det daværende østrigske hertugdømme Krain (nu Ljubljana i Slovenien) og gennemførte der sit filosofistudium. Wurzbach blev gennem kontakter med litterære personligheder i Laibach opmuntret til egne poetiske værker, og han var medarbejder ved flere tidsskrifter. Allerede i sin tidlige ungdom skrev han sammen med sin ældste bror Karl von Wurzbach digte, der var inspireret af poesi af Nikolaus Lenau og Anastasius Grün. Både Constantin og Karl hørte til kredsen af frihedssindede unge. Flere digte blev i 1834 udgivet i tidsskriftet Illyrische Blättern. I 1835 udgav han på eget forlag et digt, der var tilegnet hans professor. I 1837 publicerede han en oversættelse af en sonette af Vittorio Betteloni.
Wurzbachs far modsatte sig sønnens poetiske udfoldelser og tvang ham i stedet til at studere retsvidenskab på Universitetet i Graz. Han begyndte her i 1835 men opgav studiet efter fire semestre. Efterfølgende blev han i 1837 soldat, hvor han blev udstationeret i Kraków, der på den tid hørte under Kejserriget Østrig. Som kadet og under pseudonymet W. Constant offentliggjorde han i 1841 sit første digterværk Mosaik, som han tilegnede sin far. Da han med dette omgik censurbestemmelserne, modtog han en irettesættelse.
Efter udnævnelsen til underløjtnant i 1841 fik Wurzbach tildelt en garnison i Lviv i det nuværende Ukraine. Parallelt med den militære løbebane studerede han på det lokale universitet og fik i 1843 som den første aktive østrigske officer doktortitlen i filosofi. Samme år trådte han ud af militæret og fik en stilling som scriptor på universitetsbiblioteket i Lviv.
I 1843 giftede Wurzbach sig med Antonie Hinzinger og samme år fødtes datteren Theodore og i 1845 fulgte sønnen Alfred von Wurzbach. I 1847 blev Wurzbach ansat ved Lemberger Zeitung i Lviv, og han oplevede således det politiske revolutionsår 1848 som journalist. Fra oktober fik han stilling ved hofbiblioteket i Wien, og allerede i december blev han tilbudt en stilling som arkivar i indenrigsministeriet. Han fik til opgave at opbygge et bibliotek, der kunne forsyne statslige institutioner med lovpligtigt materiale. I april 1849 blev Wurzbach bibliotekar ved det Administrative Bibliotek og beholdt denne stilling til 1874.
Wurzbach havde opnået stor indsigt i kejserrigets litteratur, og han skrev flere bibliografiske og biografiske værker, herunder også Bibliographisch-statistische Übersicht der Literatur des österreichischen Kaiserstaates, der blev skrevet i årene 1853 – 1856. Wurzbach påbegyndte i 1855 hovedværket Biographisches Lexikon des Kaiserthums Oesterreich, af hvilket der i 1858 var tre bind færdige. Wurzbach opnåede støtte fra det kejserlige videnskabernes akademi og blev færdig med værket i 1891. Værket indeholder over 24.000 biografier.
I anerkendelse af hans forfatterværk blev Wurzbach tildelt Franz Josef ordenens ridderkors og i 1874 modtog han ridderkorset af tredje klasse fra Jernkroneordenen. Wurzbach blev ophøjet i den østrigske ridderstand og fik navnet Constantin Wurzbach Edler von Tannenberg. Wurzbach levede til sin død i 1893 i Berchtesgaden.

## Værker
- Die Volkslieder der Polen und Ruthenen. Wien 1846
- Parallelen. Wiegand, Leipzig 1849
- Die Sprichwörter der Polen historisch erläutert. 2. udg., Wien 1852
- Die Kirchen der Stadt Krakau. Wien 1853
- Bibliographisch-statistische Übersicht der Litteratur des österreichischen Kaiserstaats. 3 dele, Wien 1853-56
- Biographisches Lexikon des Kaiserthums Oesterreich. 60 bind, Wien 1856-91
- Das Schillerbuch. Wien 1859
- Joseph Haydn und sein Bruder Michael. Wien 1862
- Historische Wörter, Sprichwörter und Redensarten. (3. hæfte, Prag 1863)
- Glimpf und Schimpf in Spruch und Wort. Wien 1864
- Mozartbuch. Wien 1868
- Franz Grillparzer. Wien 1871
- Zur Salzburger Biographik. 1872
- Ein Madonnenmaler unsrer Zeit: E. Steinle. Wien 1879